# Штегеман, Христофор Осипович
Христофор Осипович (Штегман) Штегеман (1782—1862) — русский военный деятель, генерал от инфантерии (1843).

## Биография
Родился в 1782 году, происходил из дворян Эстляндской губернии.
В 1799 году после окончания Сухопутного Шляхетского кадетского корпуса был произведен в подпоручики и назначен во 2-й Егерской полк. С 1807 года участник Англо-русской и с 1808 года Русско-шведской войн. В 1808 году за храбрость  был награждён Золотой георгиевской саблей и орденом Святого Владимира 4-й степени с мечами и бантом.
В 1811 году произведён в майоры, в 1812 году  переведен в Гренадерский лейб-гвардии полк. С 1812 года участник Отечественной войны и заграничных походов русской армии, воевал в армии генерала от инфантерии П. Х. Витгенштейна. В 1813 году за отличие  произведен в подполковники, в 1814 году в полковники. В 1814 году за храбрость был награждён  орденом Святой Анны 2-й степени с алмазными украшениями. В том же году за участие во взятии Парижа награждён орденом Святого Владимира 3-й степени.
В 1816 году назначен командиром 39-го Егерского полка. В январе 1819 года произведён в генерал-майоры, состоял при начальнике 10-й пехотной дивизии. С 1820 года командовал 3-й бригадой 4-й пехотной дивизии, 2-й бригадой 15-й пехотной дивизии и 3-й бригадой сводной дивизии 5-го пехотного корпуса. В сентябре 1829 года произведён в генерал-лейтенанты с назначением начальником 4-й пехотной дивизии, вместе с дивизией участвовал в Русско-турецкой войне. Начальник 6-й, с 1833 года именовавшейся 5-й пехотной дивизии (1833—1836)). С 1840 года начальник 1-й Гренадерской дивизии.
В октябре 1843 года произведён в генералы от инфантерии. С 1854 года член генерал-аудиториата Военного министерства Российской империи. С 1859 года состоял в Запасных войсках.
В 1821 году был награждён орденом Святого Георгия 4-й степени за выслугу лет. Был награждён всеми орденами вплоть до ордена Святого Александра Невского пожалованного ему в 1859 году.

## Семья
- Брат Э. О. Штегеман (1768–1838), генерал-майор, военный топограф. В 1813–1815 гг. — участник Заграничных походов русской армии. В 1826–1832 гг. — инспектор училища топографов, помощник директора Корпуса топографов.
- Жена — Юлия (Катарина Юлиана Августа) Богдановна, урожд. Валь (1791–1853), дочь Августа Готфрида Валя (1746–1830), немецкого пастора, главы Выборгской консистории и немецкой лютеранской общины[6].

Дети: 
- Наталья Христофоровна фон Штегман (род.1815). Замужем Александром Ермолаевичем Бурманом, с 1855 года — генерал-лейтенантом. Начальник 3-го округа Отдельного корпуса жандармов, генерал-полицмейстер и комендант главной квартиры Западной армии.
- Павел (Поль Август Николай) Христофорович фон Штегман (1821–1855).
- Михаил Христофорович фон Штегман (1828–1872), служил в лейб-гвардии Измайловском полку. Был дважды женат: на Елизавете Федоровне, урожд. Рерберг (1828–1861), дочери Ф.И.Рерберга, и на Марфе Егоровне, урожд. Шкларевич (1839–1915), племяннице В.Н.Шкларевича.